# Зелений Барвінок
Зелений Барві́нок — село в Україні, у Попельнастівській сільській громаді Олександрійського району Кіровоградської області. Населення становить 52 особи.

## Населення
Згідно з переписом УРСР 1989 року чисельність наявного населення села становила 153 особи, з яких 69 чоловіків та 84 жінки.
За переписом населення України 2001 року в селі мешкало 150 осіб.

### Мова
Розподіл населення за рідною мовою за даними перепису 2001 року:
| Мова       | Відсоток |
| ---------- | -------- |
| українська | 97,33 %  |
| російська  | 2,67 %   |